# Louis Payret-Dortail
Louis Payret-Dortail (1878 - 1942) est un artiste français, à la fois peintre, illustrateur, et décorateur.

## Biographie
Louis Gaston Eugène Payret-Dortail est né le 24 août 1878 d'un père marchand-quincaillier à Lisieux ; il est le frère cadet de Maurice Payret-Dortail, architecte, et le petit-fils, par sa mère, de Jules Doesnard (1826-1911), peintre et photographe normand, fondateur en 1860 de l’école de dessin de Lisieux.
Durant ses études de droit menées à Paris, qu'il abandonnera, Louis présente, vers 1895, ses travaux de peinture à Gustave Moreau qui l'accepte en candidat libre dans son atelier à l'École des beaux-arts. Également conseillé par Eugène Thirion, il se met à produire de nombreux paysages de la campagne normande. En mai 1899, il est, soutenu par Roger Marx, l'un des seize artistes à exposer rue de la Tombe-Issoire, en compagnie de Jules-Gustave Besson et de Louis-Émile Blanchard, entre autres, tous disciples de Moreau. Fin 1899, il rejoint le collectif de « La Maison d'art », société d'édition de livres et d'objets d'art fondée par Paul Redonnel et Paul Ferniot ; il illustre notamment le volume Les sciences maudites (1900) et contribue à la revue Les Partisans, revue de combat, d'art, de littérature et de sociologie, éditée par ce collectif jusqu'en mars 1901. Il fréquente Roland Brévannes (1872-1968), passionné d'occultisme, et persuade les parents de Germaine Tailleferre à faire entrer celle-ci au conservatoire.
Il expose des toiles au Salon des artistes français à partir de 1898 et jusqu'en 1905, société dont il devient membre en 1901 ; il réside à cette époque au 25 rue Humboldt. Il est représenté par la galerie L. Barthélémy, 52 rue Laffitte, où l'on retrouve exposés Sacha Guitry et Paul-François Berthoud. Comme illustrateur, il contribue au magazine Les Modes édité par Michel Manzi. En juillet 1906, il rejoint l'Aéro-Club de France.
Après guerre, il expose au Salon des indépendants et au Salon d'automne ; en 1922, il expose des aquarelles, des vues d'Auvers-sur-Oise, chez Barbazanges-Hodebert (Paris). En mars 1926, il expose des dessins au salon des Tuileries. Il produit durant ces années des décors à motifs pour la manufacture de Sèvres.
Il meurt à Valence (Drôme) le 10 juin 1942.

## Conservation
- Auvers-sur-Oise, huile sur carton, vers 1920, musée des Beaux-Arts de Mulhouse / Villa Steinbach[13].
- Pontoise, huile sur toile, [1929?], Centre Pompidou[14].